# Langsnuitijshaai
De langsnuitijshaai (Centroselachus crepidater) is een vis uit de familie Somniosidae (volgens oudere inzichten de familie Dalatiidae) en behoort in elk geval tot de orde van doornhaaiachtigen (Squaliformes). De vis kan een lengte bereiken van 130 centimeter.

## Leefomgeving
De langsnuitijshaai is een zoutwatervis. De vis prefereert diep water en komt voor in de Grote, Atlantische en Indische Oceaan. De soort komt voor op dieptes tussen 230 en 1500 meter.

## Relatie tot de mens
De langsnuitijshaai is voor de visserij van beperkt commercieel belang. In de hengelsport wordt er weinig op de vis gejaagd.
Voor de mens is de langsnuitijshaai giftig om te eten.